# Jean-Philippe Grand

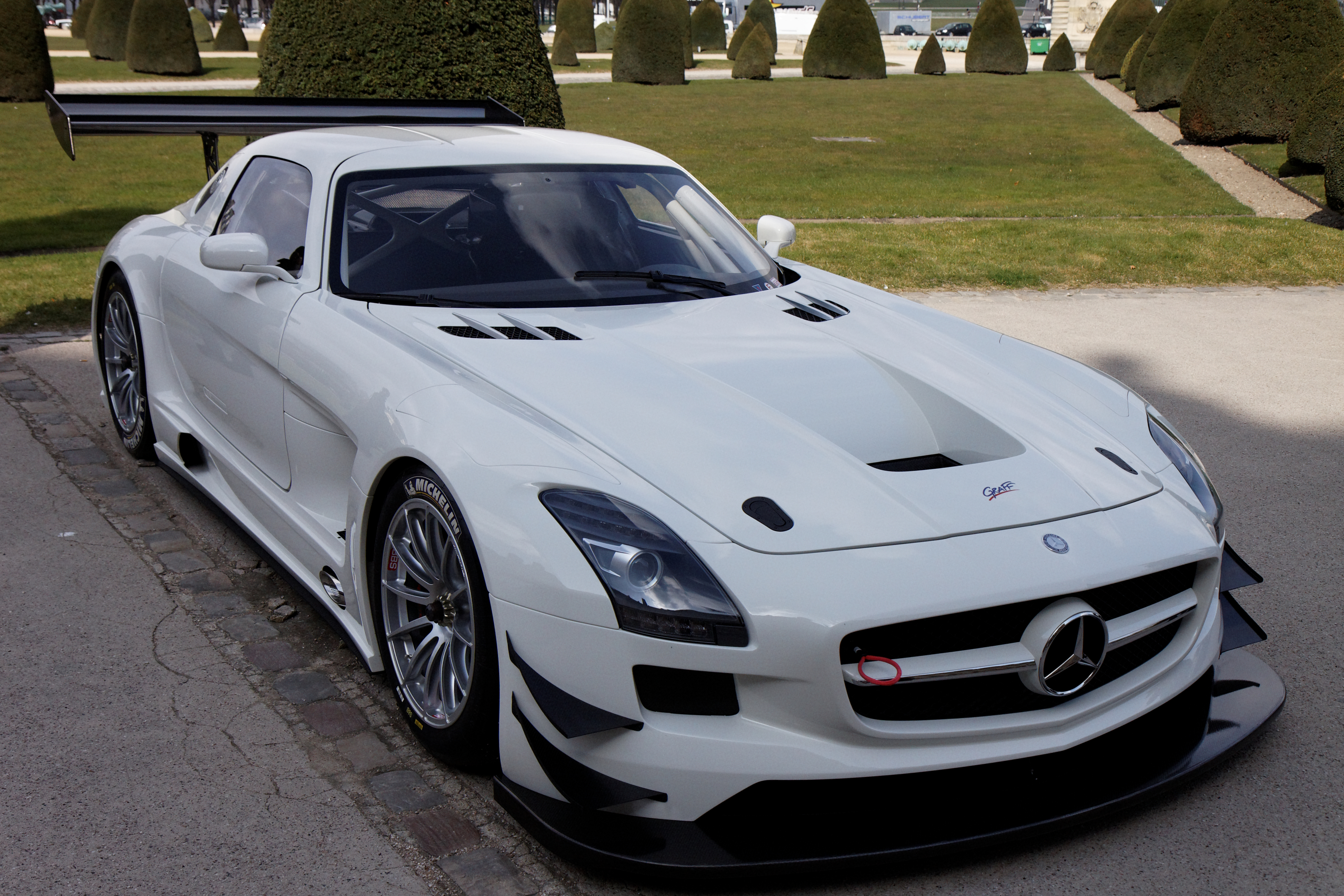
Der Mercedes-AMG GT3 von Graff Racing für die Blancpain Endurance Series bei der Präsentation in Paris 2011

Der Graff-Racing-Oreca 07 (Startnummer 39) von Éric Trouillet, Sébastien Page und David Droux beim 24-Stunden-Rennen von Le Mans 2022

Jean-Philippe Grand (* 25. September 1953 in Chinon) ist ein ehemaliger französischer Autorennfahrer und Rennstallbesitzer.

## Karriere als Rennfahrer
Die Fahrerkarriere von Jean-Philippe Grand begann in den 1970er-Jahren im Sportwagensport. Seinen ersten Renneinsatz hatte er bei der Tour de France für Automobile 1973 mit einem Porsche 911 Carrera RSR als Teampartner von Jean-François Piot. Die Rennveranstaltung konnte er nicht wegen eines technischen Defekts am Porsche nicht beenden. Sein erstes Langstreckenrennen war das 24-Stunden-Rennen von Le Mans 1980. Grand meldete einen Chevron B36, den er gemeinsam mit Yves Courage fuhr. Nach einem Unfall musste das Team schon nach sechs Runden aufgeben. In der Folge war Grand fast nur beim Rennen in Le Mans engagiert, entweder mit eigenen Meldungen oder für Courage Compétition, das Team von Yves Courage. 
Bis 1991 war Grand zehnmal als Fahrer in Le Mans. Seine beste Platzierung im Schlussklassement war der elfte Endrang 1984, gemeinsam mit Jean-Paul Libert und Pascal Witmeur im Rondeau M379. Auch 1986 erreichte er diese Position im Endklassement. Neben den Rennen in Le Mans war er hin und wieder in der Interserie am Start und bestritt einige ausgewählte Sportwagenrennen. Er fuhr das 1000-km-Rennen auf dem Nürburgring 1982, das 1000-km-Rennen von Spa-Francorchamps 1984, wo er Gesamtzehnter wurde und das 500-km-Rennen von Monza 1987, wo er Achter wurde.

## Graff Racing
1986 gründete Grand mit Graff Racing ein professionelles Rennteam. Das Team engagierte sich im Monoposto-, GT- und Sportwagensport. 2008 verkaufte er das Team an Pascal Rauturier. Grand blieb bis 2013 Sportdirektor und zog sich Ende desselben Jahres komplett vom Rennsport zurück.

## Statistik

### Le-Mans-Ergebnisse
| Jahr | Team                | Fahrzeug     | Teamkollege       | Teamkollege        | Platzierung             | Ausfallgrund    |
| ---- | ------------------- | ------------ | ----------------- | ------------------ | ----------------------- | --------------- |
| 1980 | Jean-Philippe Grand | Chevron B36  | Yves Courage      |                    | Ausfall                 | Unfall          |
| 1981 | Jean-Philippe Grand | Lola T298    | Yves Courage      |                    | Rang 18 und Klassensieg |                 |
| 1982 | Courage Compétition | Cougar C01   | Yves Courage      | Michel Dubois      | Ausfall                 | Getriebeschaden |
| 1984 | Jean-Philippe Grand | Rondeau M379 | Jean-Paul Libert  | Pascal Witmeur     | Rang 11                 |                 |
| 1986 | Graff Racing        | Rondeau M482 | Jacques Goudchaux | Marc Menant        | Rang 13                 |                 |
| 1987 | Graff Racing        | Rondeau M482 | Gaston Rahier     | Jacques Terrien    | Rang 12                 |                 |
| 1988 | Graff Racing        | Spice SE86C  | Maurice Guenoun   | Jacques Terrien    | Ausfall                 | Motorschaden    |
| 1989 | Graff Racing        | Spice SE89C  | Rémy Pochauvin    | Jean-Luc Roy       | Rang 19                 |                 |
| 1990 | Graff Racing        | Spice SE88C  | Xavier Lapeyre    | Michel Maisonneuve | Rang 23                 |                 |
| 1991 | Graff Racing        | Spice SE88C  | Xavier Lapeyre    | Michel Maisonneuve | Ausfall                 | Motorschaden    |

### Einzelergebnisse in der Sportwagen-Weltmeisterschaft
| Saison | Team                | Rennwagen    | 1   | 2   | 3   | 4   | 5   | 6   | 7   | 8   | 9   | 10  | 11  | 12  | 13  | 14  | 15  | 16  |
| ------ | ------------------- | ------------ | --- | --- | --- | --- | --- | --- | --- | --- | --- | --- | --- | --- | --- | --- | --- | --- |
| 1980   | Jean-Philippe Grand | Chevron B36  | DAY | BRH | SEB | MUG | MON | RIV | SIL | NÜR | LEM | DAY | WAT | SPA | MOS | ROA | VAL | DIJ |
| 1980   | Jean-Philippe Grand | Chevron B36  |     |     |     |     |     | DNF |     |     |     |     |     |     |     |     |     |     |
| 1981   | Jean-Philippe Grand | Lola T298    | DAY | SEB | MUG | MON | RIV | SIL | NÜR | LEM | PER | DAY | WAT | SPA | MOS | ROA | BRH |     |
| 1981   | Jean-Philippe Grand | Lola T298    |     |     |     |     | 18  |     |     |     |     |     |     |     |     |     |     |     |
| 1982   | Courage Compétition | Cougar C01   | MON | SIL | NÜR | LEM | SPA | MUG | FUJ | BRH |     |     |     |     |     |     |     |     |
| 1982   | Courage Compétition | Cougar C01   |     |     | DNF | DNF |     |     |     |     |     |     |     |     |     |     |     |     |
| 1984   | Jean-Philippe Grand | Rondeau M379 | MON | SIL | LEM | NÜR | BRH | MOS | SPA | IMO | FUJ | KYA | SAN |     |     |     |     |     |
| 1984   | Jean-Philippe Grand | Rondeau M379 | DNF |     | 11  |     |     |     | 10  |     |     |     |     |     |     |     |     |     |
| 1986   | Graff Racing        | Rondeau M482 | MON | SIL | LEM | NÜN | BRH | JER | NÜR | SPA | FUJ |     |     |     |     |     |     |     |
| 1986   | Graff Racing        | Rondeau M482 | 13  |     |     |     |     |     |     |     |     |     |     |     |     |     |     |     |
| 1987   | Graff Racing        | Rondeau M482 | JAR | JER | MON | SIL | LEM | NÜN | BRH | NÜR | SPA | FUJ |     |     |     |     |     |     |
| 1987   | Graff Racing        | Rondeau M482 |     | 12  |     |     |     |     |     |     |     |     |     |     |     |     |     |     |
| 1988   | Graff Racing        | Spice SE86C  | JER | JAR | MON | SIL | LEM | BRÜ | BRH | NÜR | SPA | FUJ | SAN |     |     |     |     |     |
| 1988   | Graff Racing        | Spice SE86C  |     | DNF |     |     |     |     |     |     |     |     |     |     |     |     |     |     |
| 1991   | Graff Racing        | Spice SE89C  | SUZ | MON | SIL | LEM | NÜR | MAG | MEX | AUT |     |     |     |     |     |     |     |     |
| 1991   | Graff Racing        | Spice SE89C  | DNF |     |     |     |     |     |     |     |     |     |     |     |     |     |     |     |